# Stanisław Karolkiewicz

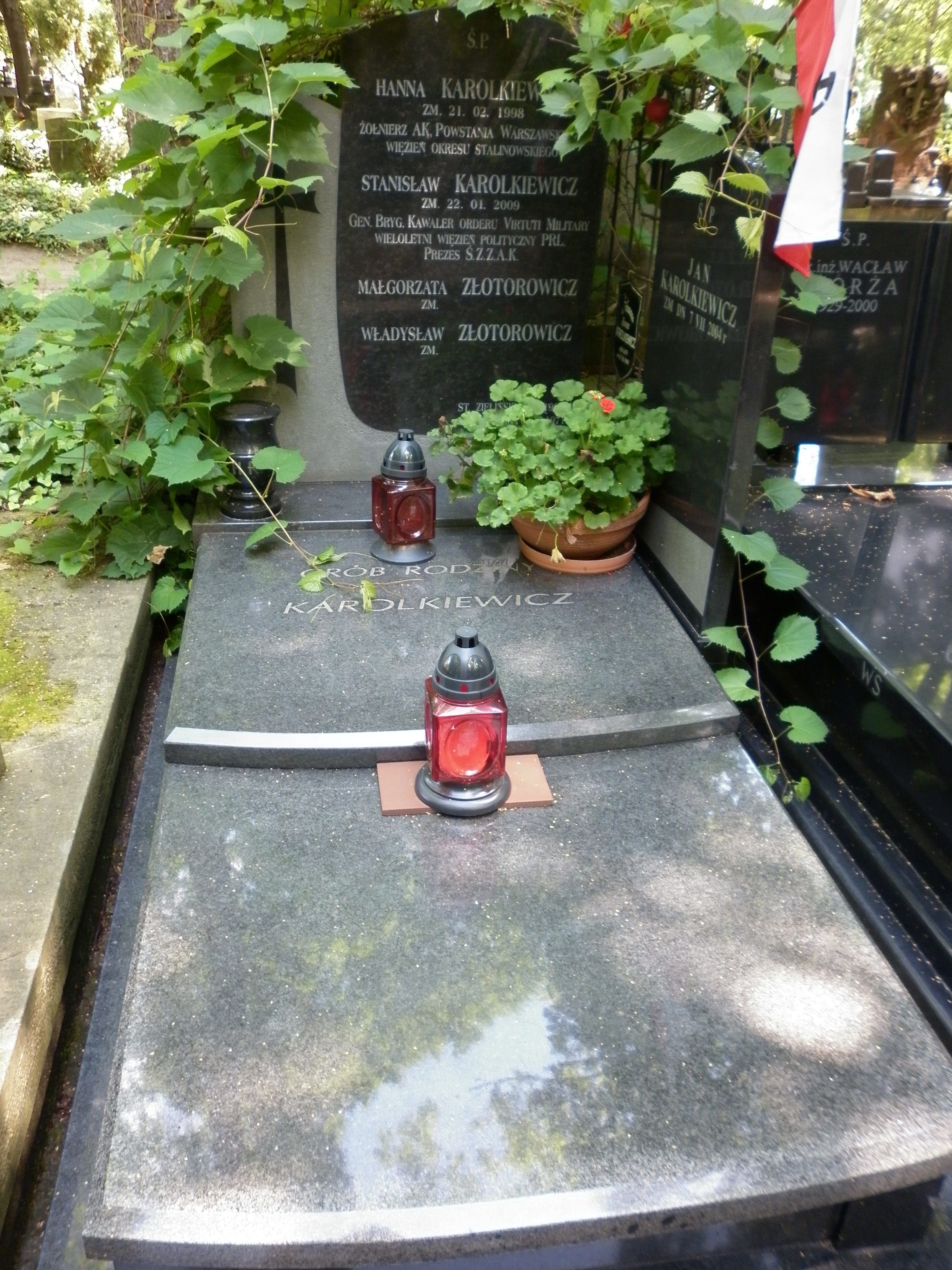
Grób Stanisława Karolkiewicza na cmentarzu Powązkowskim w Warszawie

Stanisław Karolkiewicz ps. „Szczęsny”, „Rylski”, „Christowski” (ur. 21 sierpnia 1918 w Tworkowicach, zm. 22 stycznia 2009 w Warszawie) – żołnierz Uderzeniowych Batalionów Kadrowych i Armii Krajowej, generał brygady Wojska Polskiego, działacz WiN-u, współzałożyciel i prezes Światowego Związku Żołnierzy AK.

## Życiorys

### Dzieciństwo i młodość
Urodził się 21 sierpnia 1918 w Tworkowicach k. Ciechanowca, syn Aleksandra i Zofii z domu Mirkowicz, miał trójkę braci: Adolfa, Czesława i Wacława. Uczęszczał do szkoły powszechnej w Drohiczynie. Przed wojną ukończył także gimnazjum w Drohiczynie – tam też zetknął się po raz pierwszy z ruchem narodowym. Działał w harcerstwie. Latem 1939 wstąpił do Ochotniczych Hufców Obrony w Mikołowie.

### II wojna światowa
Brał udział w kampanii wrześniowej. Po powrocie na Podlasie od jesieni 1939 roku działał w antysowieckiej partyzantce, w Brygadzie Śmierci Strzelców Kresowych. Był m.in. dowódcą kompanii w 77 pułku piechoty AK oraz dowódcą grupy w Zrzeszeniu „Wolność i Niezawisłość”, uczestniczył w wielu akcjach bojowych i operacji „Ostra Brama”.
Ujęty przez NKWD był więziony w Białymstoku i w Twierdzy Brześć. Wolność odzyskał w czerwcu 1941 roku po wybuchu wojny niemiecko-sowieckiej. Podczas okupacji niemieckiej utworzył w Ciechanowcu drużynę dywersyjną, którą szkolił, przekształconą później w pluton w organizacji Konfederacja Narodu. Żołnierz związanych z Konfederacją Narodu Uderzeniowych Batalionów Kadrowych. W UBK ukończył kurs Podchorążych Rezerwy Piechoty i został mianowany na stopień podporucznika. Był d-cą pododdziału w oddziale VIII UBK dowodzonym przez Ryszarda Reiffa „Jacka”, działającym na terenie Białostocczyzny, Podlasia. Do jesieni 1943 roku uczestniczył w wielu akcjach zbrojnych przeciwko siłom okupanta niemieckiego. Brał udział w akcjach odwetowych przeprowadzanych na terenie Prus Wschodnich i Litwy Kowieńskiej.
W październiku tego roku przybył z oddziałem UBK na teren Nowogródczyzny, gdzie został skierowany przez KG AK. Do stycznia 1944 roku oddział UBK w sile kompanii pod dowództwem „Szczęsnego” operował na terenach nadniemeńskich, później wszedł w skład III batalionu 77 pp UBK. Dowodził wówczas 1 kompanią. Uczestniczył w wielu akcjach zbrojnych prowadzonych przeciwko Niemcom. Brał udział w działaniach prowadzonych w ramach „Operacji Wileńskiej AK”. Po zajęciu Wileńszczyzny i Nowogródczyzny przez Sowietów w sierpniu 1944 roku powrócił z grupą swoich żołnierzy w rodzinne strony na Podlasie, gdzie działał w strukturach AK na terenie Obwodu AK Bielsk Podlaski.

### Okres powojenny
Po zakończeniu wojny zamieszkał w Warszawie i podjął studia na Wydziale Prawa Uniwersytetu Warszawskiego. W październiku 1945 roku został zwerbowany przez kpt. Henryka Żuka „Onufrego” do pracy konspiracyjnej w nowo zorganizowanej ekspozyturze wywiadowczej „Port”, „Liceum”. Był kierownikiem komórki kontrwywiadowczej WiN-u w Warszawie krypt. „Cyrk”, podległej komórce „Liceum”. Gromadził tajne dokumenty MON i MBP w tym Departamentu Więziennictwa. Przed aresztowaniem mieszkał przy ul. Grochowskiej 5 w Warszawie.
Został zatrzymany przez funkcjonariuszy UB 28 lutego 1946 roku w Warszawie. 7 marca Naczelna Prokuratura Wojskowa w Warszawie wydała rozkaz o jego tymczasowym aresztowaniu. Był więziony w więzieniu mokotowskim i poddany brutalnemu śledztwu.
Wyrokiem Wojskowego Sądu Rejonowego w Warszawie z dnia 18 lipca 1947 roku (sygn. akt Sr. 966/47) został skazany na karę 13 lat więzienia z art. 7 Dekretu z dnia 16 czerwca 1946 roku. Po procesie więziony na Rakowieckiej, skąd został przetransportowany do Centralnego Więzienia Karnego we Wronkach i osadzony 23 września 1948. W więzieniu wronieckim szykanowany przez personel więzienny. Jego postawa w więzieniu spowodowała późniejsze podejrzenia o współpracę z UB. 29 czerwca 1954 roku został przetransportowany do ZK w Sieradzu. Zwolniony został dopiero w 1955 r..
Po zwolnieniu wrócił do Warszawy. Początkowo pracował w spółdzielni pracy „Calówka” na Wawrzyszewie, później związany ze Stowarzyszeniem „PAX”. Następnie dzięki swoim zdolnościom oraz zaufaniu Bolesława Piaseckiego został dyrektorem finansowym Centrali Przemysłowo-Handlowej „Veritas”-„INCO” (później ZGG „INCO”) podległej PAX, dzięki czemu był jednym z twórców finansowego sukcesu PAX-u oraz jego mocnych podstaw ekonomicznych. W roku 1985 utworzył i kierował Fundacją Ochrony Zabytków, która zajmowała się m.in. upamiętnianiem miejsc walki partyzanckiej, opieką grobów poległych żołnierzy konspiracji oraz przywracaniem śladów polskiej kultury na Kresach Wschodnich, m.in. w Żółkwi. Od 1987 był członkiem Obywatelskiego Konwentu Konsultacyjnego przy przewodniczącym Rady Narodowej m. st. Warszawy. W 1989 roku był współzałożycielem Światowego Związku Żołnierzy Armii Krajowej. Stanisław Karolkiewicz był inwigilowany przez SB do lat 80. XX w., przy czym najbardziej w latach 50. i 60.. W latach 1995–2005 pełnił funkcję prezesa Zarządu Okręgu ŚZŻAK Nowogródek z siedzibą w Warszawie. W 1996 pełnił jako p.o. funkcję prezesa Zarządu głównego ŚZŻAK, potem wybrany prezesem. Od 2001 r. był przewodniczącym Federacji Stowarzyszeń Weteranów Walk o Niepodległość Rzeczypospolitej Polskiej oraz od 1988 roku członkiem Rady Ochrony Pamięci Walk i Męczeństwa. W lutym 1989 wszedł w skład działającej przy tej Radzie Komisji do spraw Upamiętnienia Ofiar Represji Okresu Stalinowskiego. Pozostawał jednak w dystansie do ZBoWiDu.
Awansowany do stopnia podpułkownika, a następnie pułkownika niepodlegającego obowiązkowi służby wojskowej. 3 maja 2006 Prezydent RP Lech Kaczyński nadał mu stopień generała brygady.
Zmarł 22 stycznia 2009 w Warszawie. Pochowany z honorami wojskowymi 29 stycznia na cmentarzu Powązkowskim w Warszawie, w kwaterze 66-2-23.

## Ordery i odznaczenia
- Krzyż Srebrny Orderu Wojennego Virtuti Militari
- Krzyżem Walecznych – dwukrotnie
- Złoty Krzyż Zasługi z Mieczami
- Medal Polonia Mater Nostra Est (2000)
- Krzyż Komandorski Orderu Odrodzenia Polski (2000)[12]